# Едвард Фајгенбаум
Едвард Алберт Фајгенбаум (енгл. Edward Albert Feigenbaum, 20. јануар 1936) је амерички научник из области рачунарства, који ради на пољу вештачке интелигенције. Добио је Тјурингову награду 1994. године, заједно са Раџом Редијем.